# Andriy Semenov
Andriy Semenov (né le 4 juillet 1984 en RSS de Moldavie) est un athlète ukrainien, spécialiste du lancer du poids.

## Carrière
4e lors des Championnats du monde d'athlétisme jeunesse 2001, sa meilleure performance était de 20,51 m en 2008. Il mesure 2,04 m. Son record est de 20,63 m,	à Donetsk, le 3 août 2011.
Éliminé en qualifications des championnats du monde 2011, il est testé positif à cette occasion et est suspendu 2 ans, le 22 juillet 2019. Ses résultats du 22 août 2011 au 21 août 2013 sont annulés.